# Sterker door strijd

Wapen van Rotterdam met de wapenspreuk "Sterker door strijd"

Sterker door strijd is de wapenspreuk van de Nederlandse stad Rotterdam.
In januari 1948 kreeg Rotterdam van koningin Wilhelmina toestemming de spreuk: Sterker door strijd onder het gemeentewapen te voeren;
“...als herinnering ook voor het nageslacht aan de moed en de kracht waarmede de bevolking van Rotterdam alle beproevingen van de oorlog heeft gedragen en het belangrijke aandeel dat zij genomen heeft in de bevrijding des vaderlands...” (citaat: koningin Wilhelmina in Het Vrije Volk, 1948).
Burgemeester Pieter Oud vulde de betekenis van de spreuk aan met de strijd tegen het water, dat bedwongen moest worden met het aanleggen van de dijken, en de strijd tegen het zand, dat telkens weer de vaarroutes dreigt te verstoppen.
Ook de Amerikaanse plaats Rotterdam (New York) hanteert dit motto: Stronger through effort.